# Albergo Genazzini Metropole
 (septembre 2023).
Pour les articles homonymes, voir Métropole (homonymie).
L'Albergo Genazzini Metropole est un hôtel historique, en activité depuis au moins le XIXe siècle, situé à Bellagio sur le lac de Côme, en Italie.

## Histoire
L'hôtel, considéré comme le plus ancien de Bellagio, remplace une ancienne auberge située en bord de lac et dont la propriété est acquise en 1788 par Abbondio Genazzini. Au cours des décennies suivantes, divers travaux d'expansion et d'embellissement permenttent de transformer l'auberge en un véritable hôtel.
En 1900, l'hôtel fait l'objet d'une nouvelle transformation significative, ce qui conduit à l'ajout d'un étage, doublant presque sa capacité d'accueil et donnant à l'édifice son apparence actuelle. Cette opération de rénovation coïncide avec une intervention urbanistique majeure qui concerne tout le village de Bellagio : l'enfouissement de l'ancien port qui longeait les arcades.